# Lauro Búrigo
Lauro José Búrigo, mais conhecido apenas como Lauro Búrigo (Cocal do Sul, 18 de março de 1936 — 24 de julho de 2019), foi um treinador brasileiro, considerado um dos mais experientes técnicos do futebol catarinense.

## Carreira
Estreou como treinador no Comerciário Esporte Clube (hoje Criciúma) e comandando outras equipes tradicionais de Santa Catarina, entre as quais o Avaí, o Figueirense e o Brusque. Também foi treinador do Atlético Paranaense e de outras equipes.
Entre suas conquistas, destacam-se muitos títulos estaduais catarinenses.
Contam-se muitas histórias a respeito desse treinador, conhecido na mídia local como Velho Bruxo. Por exemplo, é o treinador que mais atuou no Clássico de Florianópolis, entre Avaí e Figueirense, tendo comandado um desses dois times em 50 jogos. Em certa ocasião, deixou seu cargo no Figueirense por recusar-se a viajar de avião.
Trabalhava como comentarista esportivo na rádio Band FM.